# Untereggen
Untereggen är en ort och kommun i distriktet Rorschach i kantonen Sankt Gallen, Schweiz. Kommunen har 1 027 invånare (2023).